# Lidia Catalano
Lidia Leonor Catalano (Buenos Aires, 11 de septiembre de 1945- 26 de enero de 2025) fue una actriz argentina con una extensa trayectoria en televisión, cine y teatro.

## Filmografía
- Yo nena, yo princesa (2021)
- Subte - Polska (2016)
- Esperando la carroza 2 (2009)
- ¿Quién dice que es fácil? (2006)
- Cautiva (2005)
- Como mariposas en la luz (2005)
- Hermanas (2004)
- Un mundo menos peor (2004)
- Apariencias (2000)
- Tesoro mío (2000)
- Sus ojos se cerraron y el mundo sigue andando (1998)
- La maestra normal (1996)
- Evita (1996)
- El dedo en la llaga (1996)
- No te mueras sin decirme adónde vas (1995)
- Matar al abuelito (1993)
- El caso María Soledad (1993)
- Un día con Ángela (cortometraje - 1993)
- La peste (1991)
- Las tumbas (1991)
- Dios los cría (1991)
- Después de la tormenta (1991)
- Flop (1990)
- Yo, la peor de todas (1990)
- Esperando la carroza (1985)
- La historia oficial (1985)
- Camila (1984)
- Las aventuras de los Parchís (1982)
- Señora de nadie (1982)
- Tiempo de revancha (1981)
- Sentimental (réquiem para un amigo)  (1981)
- La parte del león (1978)
- Crecer de golpe (1976)
- No toquen a la nena (1976)

## Televisión
- Círculos (2016)
- Variaciones Walsh (2015)
- El Secreto de los Rossi (2014)
- Televisión por la justicia (2013) - Cap. 10 "Círculo intimo", Tía
- Ruta misteriosa (2012)
- El donante (2012)
- El elegido (2011)
- Lo que el tiempo nos dejó (2010)
- Ciega a citas (2010)
- Aquí no hay quien viva (2008)
- Tres minutos (2007)
- Televisión por la identidad (2007) - Cap. "Tatiana", Abuela
- Tocar el cielo (2007)
- Gladiadores de Pompeya (2006)
- Alma pirata (2006)
- Luna salvaje (2000-2001)
- Chabonas (2000)
- Chiquititas (1999) - Elsa
- Verdad consecuencia (1996)
- Sueltos (1996)
- Nueve lunas (1994)
- Aprender a volar (1994)
- Luces y sombras (1992)
- Juana y sus hermanas (1991)

Además ha sobresalido en diversos musicales, como por ejemplo en Rita, la salvaje en donde debutó como protagonista. Entre sus últimos trabajos se destacó Televisión por la identidad, una serie de unitarios de ficción basados en hechos reales, y en el remake argentino de la serie Aquí no hay quien viva.

## Premios y nominaciones
| Año  | Premio               | Categoría                                          | Programa                                  | Resultado |
| ---- | -------------------- | -------------------------------------------------- | ----------------------------------------- | --------- |
| 2009 | Premio Martín Fierro | Actriz Protagonista de comedia                     | Ciega a citas                             | Nominada  |
| 2010 | Premio Martín Fierro | Actriz de Reparto                                  | Ciega a citas y Lo que el tiempo nos dejó | Nominada  |
| 2013 | Premio ACE           | Actriz de Reparto en comedia dramática y/o comedia | ¡Jettatore!                               | Ganadora  |